# Netto (Fernsehsendung)
Die Wirtschaftssendung Netto wurde 1987 bis 1993 vom damaligen Schweizer Fernsehen (SF) (heute: Schweizer Radio und Fernsehen) produziert.

## Geschichte
Die Sendung wurde von der Kassensturz-Redaktion produziert, schlug aber einen seriöseren und neutraleren Ton an. Das Wirtschaftsmagazin beschäftigte sich mit Firmenanalysen, Porträts von Personen sowie allgemein mit dem Wirtschaftsleben im In- und Ausland. Die erste Sendung erschien am 15. Januar 1987; sie wurde danach in der Regel einmal monatlich ausgestrahlt. Moderator war anfangs Otto C. Honegger. Die letzte Ausgabe erschien am 11. Juni 1993, und die Sendung wurde eingestellt. Ersetzt wurde sie durch Cash-TV, das vom Medienkonzern Ringier für das Schweizer Fernsehen produziert wurde. Erst 2007 wurde mit ECO erneut eine Wirtschaftssendung in das öffentlich-rechtliche Schweizer Fernsehprogramm aufgenommen. Diese Sendung wurde 2021 aber ebenfalls eingestellt.

## Kritik
Die Rubrik Top-Tip der Sendung, bei der jeweils zwei Personen je zwei Börsentipps abgaben, die an der nächsten Sendung ausgewertet wurden, wurde von einigen Bankiers kritisiert, da sie Insider-Geschäfte oder zumindest Gerüchte in dieser Richtung begünstige.